# Iwasaki Yatarō
Iwasaki Yatarō (岩崎 弥太郎?, Iwasaki Yatarō; Aki, 9 gennaio 1835 – 7 febbraio 1885) è stato un imprenditore giapponese, fondatore del gruppo Mitsubishi.

## Biografia
Nacque in una famiglia di agricoltori provinciali ad Aki, nella provincia di Tosa (ora prefettura di Kōchi), pronipote di un uomo che aveva venduto lo status di samurai della sua famiglia in obbligo di debiti. Iwasaki ha iniziato la sua carriera come samurai del clan Yamauchi, che aveva interessi commerciali in molte parti del Giappone.
Iwasaki partì per Tokyo all'età di diciannove anni per la sua educazione. Interruppe gli studi un anno dopo quando il padre venne gravemente ferito in una disputa con il capo villaggio. Al rifiuto del magistrato locale  di ascoltarne il caso, Iwasaki lo accusò di corruzione. A seguito di tale fatto, venne incarcerato per sette mesi. Dopo il suo rilascio, rimase disoccupato per un certo lasso di tempo, prima di trovare lavoro come insegnante. Ritornato a Edo, socializzò con attivisti politici e studiò sotto il riformista Yoshida Toyo, che lo influenzò con idee di apertura e sviluppo della nazione allora chiusa attraverso l'industria e il commercio estero. Attraverso Yoshida, trovò lavoro come impiegato per il governo Yamauchi e riacquistò lo status di samurai della sua famiglia. Fu promosso al vertice dell'ufficio commerciale del clan Yamauchi a Nagasaki, responsabile del commercio di petrolio e carta di canfora per l'acquisto di navi, armi e munizioni.
Fondò la società nel 1862 per trasporti navali, ma, in seguito alla restaurazione Meiji, che costrinse allo scioglimento degli interessi commerciali dello shogunato, Iwasaki nel 1868 andò a Osaka e prese in affitto i diritti commerciali della società commerciale Tsukumo del clan Yamauchi. La società cambiò il nome in Mitsubishi nel 1873.